# Hemsöborna

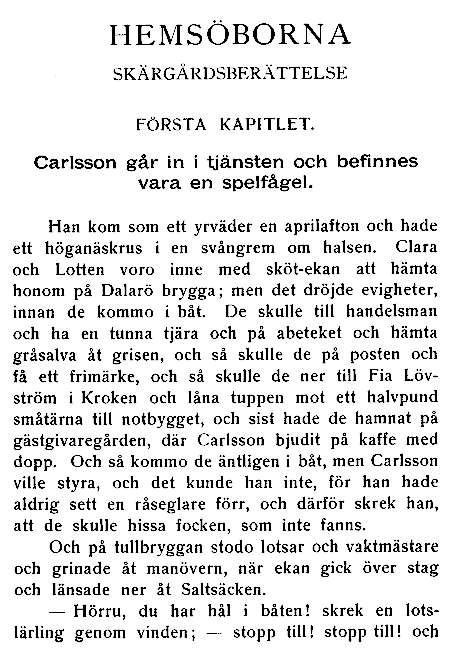
Första sidan av första kapitlet i Hemsöborna.

Hemsöborna är en roman från 1887 av August Strindberg. Den utgavs ett år efter Tjänstekvinnans son. Strindberg gjorde även en dramaversion av berättelsen 1889. Romanen skrevs under Strindbergs vistelse i Schweiz och södra Tyskland. 
De inledande raderna är en så kallad in medias res-fras: "Han kom som ett yrväder en aprilafton och hade ett höganäskrus i en svångrem om halsen."

## Handling
Hemsöborna följer fastlänningen Johannes Edvard Carlsson som kommer till Hemsö för att hjälpa till med lantbruket åt en änka, madam Anna Eva Flod. Det skär sig snabbt mellan Carlsson och Flods son Gusten, som tycker att Carlsson är högfärdig. Carlsson får dock ordning på lantbruket och han får idén att hyra ut ett av husen till en professorsfamilj under sommaren, vilket ger hushållet extrapengar.
Carlsson förälskar sig i Ida, en av pigorna från Stockholm, men sin uppvaktning har han inget för, och Carlsson gifter sig med madam Flod under nästa sommar. Den äkta sängen har dock inte mycket att erbjuda och Flod förstår snart att Carlsson är närgången mot pigorna. Hon smyger efter Carlsson en vinternatt och drar på sig lunginflammation. Hon dör under julen och när kistan skall föras till kyrkan, då går isen upp, kistan sjunker och Carlsson förmodas drunkna.

## Bakgrund
Förebild för romanens Hemsö är Kymmendö. Strindberg var väl förtrogen med skärgårdsmiljön kring Dalarö, Ornö och Kymmendö; han vistades som sommargäst på Kymmendö under åren 1871–1873 och 1880–1883 och på Dalarö 1891 och 1892. Det var på Kymmendö som Strindberg hämtade figurerna till Hemsöborna, Susanna Elisabet Berg och sonen Albert Berg som förvandlades till "Madam Flod" och "Gusten". Strindberg har också skrivit andra böcker med motiv från Stockholms skärgård, Skärkarlsliv 1888 och I havsbandet 1890.  Strindbergs öga för skärgårdsnaturen och hans kärlek till skärgården märks bland annat i passager som denna, när Carlsson, Clara och Lotten kommer farande med eka från Dalarö till Hemsö.
| ”                               | Ekan plaskade fram genom holmar och skär, medan alfågeln gäckade bakom kobbarna och orren spelade inne i granskogen; det gick över fjärdar och strömmar tills mörkret föll och stjärnorna tågade opp. Då bar det av ut på stora vattnet, där Huvudskärsfyren blinkade. Och ibland strök man förbi en ruskprick, ibland ett vitt sjömärke, som såg ut som ett spöke; än lyste kvarliggande snödrivor som lärft på bleke; än dök skötvakare upp ur det svarta vattnet och skrapade mot kölen, när ekan gick över dem; en yrvaken trut skrämdes upp från sin kobbe och tutade liv i tärnor och måsar, som gjorde larm, värre än hin håle, och längst ut, där stjärnorna gingo ner i sjön, syntes ett rött och ett grönt öga av en stor ångare, som släpade fram en lång rad runda ljus, utsläppta genom salongsventilerna. | „ |
| – August Strindberg, Hemsöborna | |   |

## Mottagande

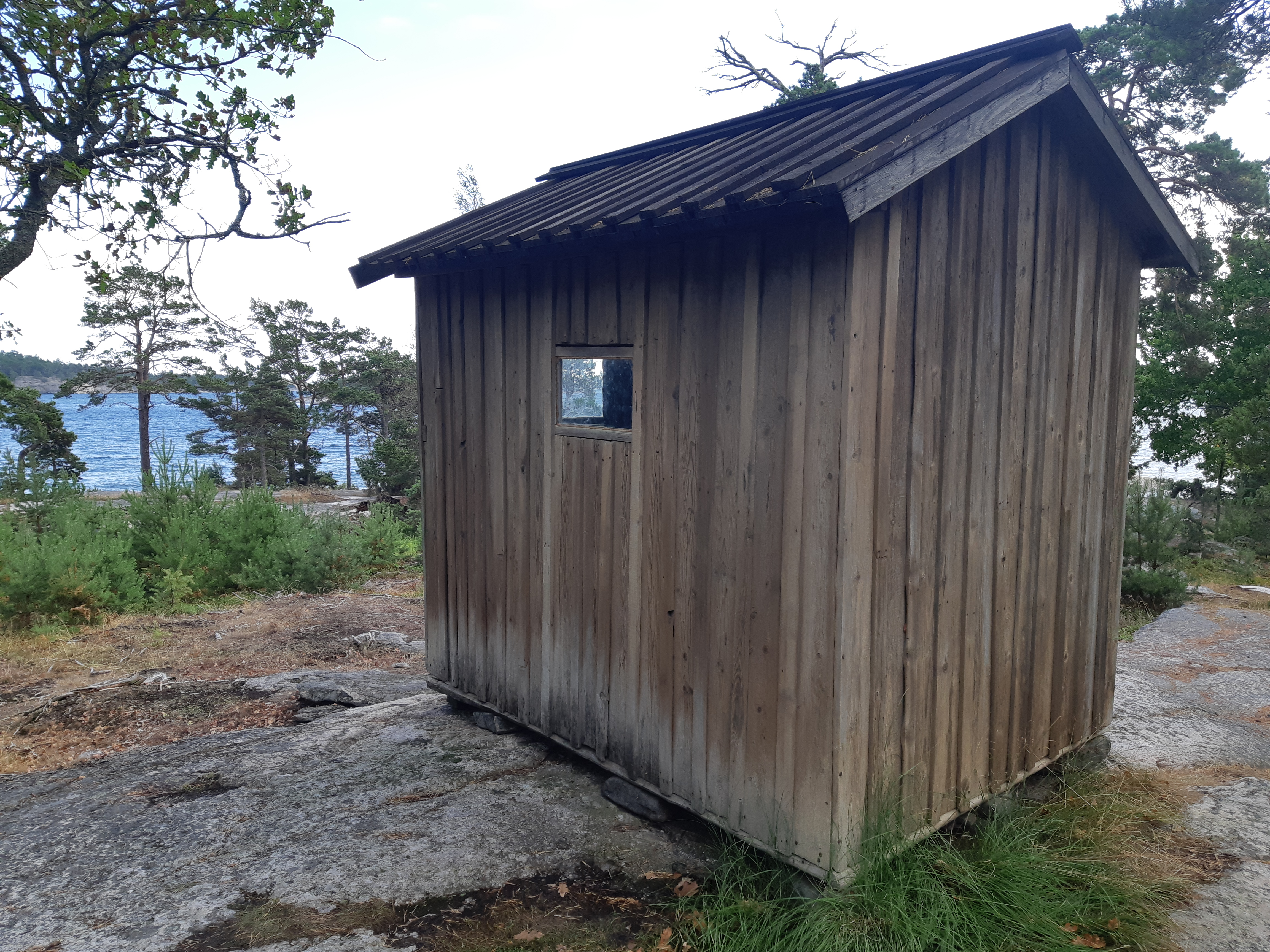
Stugan på Kymmendö där Strindberg skrev när han bodde på ön.

Romanen kritiserades för sin råa skildring av livet,[källa behövs] bland annat för en scen där ett par har sexuella kontakter längst inne i en kyrka mitt under pågående gudstjänst. Hemsöbornas publicering slog hårt mot öborna som portförbjöd Strindberg, som därigenom stängdes ute från sin ungdoms paradis. Strindberg själv sade i ett brev till Albert Bonnier att boken inte var ett storverk.
| ”                               | När jag bar den boken i hufvut hade jag stora förhoppningar om den, men när jag såg den på papperet, så fann jag den betydelselös. Det värsta är att jag trodde den skulle vara rolig derför att arbetet roade mig, men mina vänner här säger att den äfven är tråkig. Nå, den har spelt sin roll för mig och må läggas till handlingarne. | „ |
| – August Strindberg, Hemsöborna | |   |

Docent Lars Dahlbäck har skrivit en bok om Hemsöborna, och litteraturvetare som Fredrik Böök och Martin Lamm har prisat boken. Enligt Olof Lagercrantz skrev Strindberg Hemsöborna "för att tjäna pengar och i det uttalade syftet att återvinna sin popularitet i Sverige".

## Filmatiseringar
Romanen har filmatiserats flera gånger, 1919 (105 min, stumfilm) i regi av Carl Barcklind, 1944 (109 min) i regi av Sigurd Wallén och 1955 (färg, speltid 112 min) i regi av Arne Mattsson, samt för TV 1966 (200 min, sju delar) i regi av Bengt Lagerkvist. År 1994 blev romanen opera. 2007 blev romanen fars av Stefan & Krister på Vallarna med Siw Carlsson som Madam Flod och Jojje Jönsson som Herr Carlsson.
| Person     | 1919            | 1944           | 1955              | 1966 (TV)    |
| ---------- | --------------- | -------------- | ----------------- | ------------ |
| Carlsson   | Rune Carlsten   | Adolf Jahr     | Erik Strandmark   | Allan Edwall |
| Madam Flod | Mathilda Caspér | Dagmar Ebbesen | Hjördis Petterson | Sif Ruud     |
| Gusten     | Gösta Cederlund | Peter Höglund  | Nils Hallberg     | Sven Wollter |